# Euphaedra rattrayi
Euphaedra rattrayi är en fjärilsart som beskrevs av Sharpe 1904. Euphaedra rattrayi ingår i släktet Euphaedra och familjen praktfjärilar. Inga underarter finns listade i Catalogue of Life.